# Andasta
Andasta là một chi nhện trong họ Theridiosomatidae.

## Các loài
- Andasta benoiti (Roberts, 1978) — Seychelles
- Andasta cyclosina Simon, 1901 — Malaysia
- Andasta semiargentea Simon, 1895 — Sri Lanka
- Andasta siltte Saaristo, 1996 — Seychelles (Silhouette Island[3])